# Idaecamenta brevipes
Idaecamenta brevipes är en skalbaggsart som beskrevs av Gilbert John Arrow 1932. Idaecamenta brevipes ingår i släktet Idaecamenta och familjen Melolonthidae. Inga underarter finns listade i Catalogue of Life.